# XD-Picture Card
XD-Picture card (xD - extreme Digital) је флеш меморијска картица која се у највећем броју случајева користи у дигиталним фото-апаратима. Овај тип картице су заједно развили Олимпус и Фуџифилм и у њиховим уређајима се углавном и користи.
Прве xD картице су биле расположиве са капацитетима од 16 до 512 MB. Од фебруара 2005. на тржишту је нови - 'M' модел xD картица, са теоретским капацитетом до 8GB, али у понуди само са моделима до 2GB. Овај модел је нешто споријих перформанси при уписивању података од основног модела картице.
Од новембра 2005. постоји и 'H' модел xD картица, са до 3 пута повећаном брзином рада и капацитетом од 256MB до 2GB.